# Série století
Série století je vžitý český název pro sérii 8 utkání v ledním hokeji mezi reprezentacemi Kanady a SSSR. Tato série se uskutečnila před začátkem sezóny 1972–73, když proti sobě poprvé nastoupili nejlepší profesionální hráči z NHL a reprezentace SSSR. První čtyři utkání se odehrála na různých místech Kanady, další čtyři pak v SSSR v moskevském Paláci sportu v Lužnikách.
Série má v různých jazycích různá pojmenování: v angličtině se nazývá Summit Series, v ruštině Суперсерия СССР-Канада (transkripce Superserija SSSR-Kanada), ve francouzštině pak (podobně jako v češtině) Série du siècle.

## Cesta k Sérii
Série století se odehrála v době, kdy se Kanada nezúčastňovala mezinárodních soutěží pořádaných IIHF.
Národní hokejová federace Hockey Canada se snažila vyjednat start hráčů z NHL na mistrovství světa. Vše nasvědčovalo tomu, že profesionálové budou moci startovat již na MS 1970, které se poprvé v historii mělo konat v Kanadě. Do hry se však vložil předseda Mezinárodního olympijského výboru Avery Brundage a pohrozil, že kdo nastoupí proti kanadským profesionálům, ztratí status amatéra a tím přijde o možnost startu na olympijském turnaji 1972. IIHF se zalekla a již přislíbený start hráčů z NHL zrušila. Kanada se pak v letech 1970–1976 nezúčastnila mistrovství světa ani olympijských turnajů na protest proti skrytému profesionalismu hráčů východního bloku.
O případných utkáních mezi SSSR a profesionálními hráči z NHL se hovořilo již od počátku 70. let 20. století. Sovětští trenéři té doby – Arkadij Černyšov a Anatolij Tarasov – nebyli této myšlence nijak nakloněni. Po jejich odchodu, na jaře roku 1972, však byla příslušná dohoda podepsána. V době konání mistrovství světa 1972 byly dohodnuty všechny podrobnosti. Bylo rozhodnuto odehrát 8 utkání, po čtyřech v Kanadě a v SSSR. Utkání se měla odehrát podle mezinárodních pravidel a měla být řízena dvojicí hlavních rozhodčích.

## Problémy s nominací Kanady
Kanada se musela obejít bez jedné z největších hvězd tehdejšího hokeje Bobbyho Hulla – byl sice k Sérii kanadským trenérem nominován, ale k jeho startu nedošlo, neboť v té době hrál za klub Winnipeg Jets v konkurenční soutěži WHA. Zákaz startu hráčů z této soutěže pomohl prosadit i hráčský agent Alan Eagleson, budoucí šéf Hráčské asociace NHL.
Za Kanadu rovněž nenastoupil Bobby Orr, jeden z nejlepších hráčů NHL. Utkání se zúčastnil s týmem pouze jako divák, ve startu mu zabránilo zranění kolene.

## Série zápasů v Kanadě
| 2. září 1972     | Kanada nejlepší hráč: Bobby Clarke | 3 – 7           | Sovětský svaz nejlepší hráč: Valerij Charlamov | Montreal Forum |
| Kanada, Montreal | Kanada nejlepší hráč: Bobby Clarke | (2:2, 0:2, 1:3) | Sovětský svaz nejlepší hráč: Valerij Charlamov |                |

| Souhrn zápasu | Souhrn zápasu                                             | Souhrn zápasu | Souhrn zápasu | Souhrn zápasu                                          |
| ------------- | --------------------------------------------------------- | ------------- | --- | ------------------------------------------------------ |
|               | 0:30 Phil Esposito 6:20 Paul Henderson 48:22 Bobby Clarke |               | 11:40 Jevgenij Zimin 17:28 Vladimir Petrov 22:40 Valerij Charlamov 30:18 Valerij Charlamov 53:32 Boris Michajlov 54:29 Jevgenij Zimin 58:37 Alexandr Jakušev | Diváků: 18 188 diváků Rozhodčí: Lee Gagnon, Gordon Lee |

| 4. září 1972    | Kanada nejlepší hráč: Phil Esposito a Tony Esposito | 4 – 1           | Sovětský svaz nejlepší hráč: Vladislav Treťjak | Maple Leaf Gardens |
| Kanada, Toronto | Kanada nejlepší hráč: Phil Esposito a Tony Esposito | (0:0, 1:0, 3:1) | Sovětský svaz nejlepší hráč: Vladislav Treťjak |                    |

| Souhrn zápasu | Souhrn zápasu                                                                        | Souhrn zápasu | Souhrn zápasu          | Souhrn zápasu                                               |
| ------------- | ------------------------------------------------------------------------------------ | ------------- | ---------------------- | ----------------------------------------------------------- |
|               | 27:14 Phil Esposito 41:19 Yvan Cournoyer 46:47 Peter Mahovlich 48:59 Frank Mahovlich |               | 45:53 Alexandr Jakušev | Diváků: 16 485 diváků Rozhodčí: Steve Dowling, Frank Larsen |

| 6. září 1972     | Kanada nejlepší hráč: Paul Henderson | 4 – 4           | Sovětský svaz nejlepší hráč: Vladislav Treťjak | Winnipeg Arena |
| Kanada, Winnipeg | Kanada nejlepší hráč: Paul Henderson | (2:1, 2:3, 0:0) | Sovětský svaz nejlepší hráč: Vladislav Treťjak |                |

| Souhrn zápasu | Souhrn zápasu                                                                     | Souhrn zápasu | Souhrn zápasu                                                                           | Souhrn zápasu                                         |
| ------------- | --------------------------------------------------------------------------------- | ------------- | --------------------------------------------------------------------------------------- | ----------------------------------------------------- |
|               | 1:54 Jean-Paul Parise 18:25 Jean Ratelle 24:19 Phil Esposito 33:47 Paul Henderson |               | 3:15 Vladimir Petrov 32:56 Valerij Charlamov 34:59 Jurij Lebeděv 38:28 Alexandr Bodunov | Diváků: 9 800 diváků Rozhodčí: Lee Gagnon, Gordon Lee |

| 8. září 1972      | Kanada nejlepší hráč: Phil Esposito | 3 – 5           | Sovětský svaz nejlepší hráč: Boris Michajlov | Pacific Coliseum |
| Kanada, Vancouver | Kanada nejlepší hráč: Phil Esposito | (0:2, 1:2, 2:1) | Sovětský svaz nejlepší hráč: Boris Michajlov |                  |

| Souhrn zápasu | Souhrn zápasu                                                    | Souhrn zápasu | Souhrn zápasu                                                                                             | Souhrn zápasu                                          |
| ------------- | ---------------------------------------------------------------- | ------------- | --- | ------------------------------------------------------ |
|               | 25:37 Gilbert Perreault 46:54 Bill Goldsworthy 59:38 Dennis Hull |               | 2:01 Boris Michajlov 7:29 Boris Michajlov 26:34 Jurij Blinov 33:52 Vladimir Vikulov 51:05 Vladimir Šadrin | Diváků: 15 570 diváků Rozhodčí: Lee Gagnon, Gordon Lee |

### Utkání ve Švédsku
Během přesunu do Moskvy se Kanadská hokejová reprezentace zastavila ve Švédsku, kde sehrála dvě utkání s domácí reprezentací. Hlavním úkolem těchto dvou utkání bylo zvyknout si na větší šířku hřiště, obvyklou v Evropě.
| 16. září 1972      | Švédsko | 1 – 4           | Kanada |  |
| Švédsko, Stockholm | Švédsko | (0:1, 1:1, 0:2) | Kanada |  |

| Souhrn zápasu | Souhrn zápasu     | Souhrn zápasu | Souhrn zápasu                                                              | Souhrn zápasu |
| ------------- | ----------------- | ------------- | -------------------------------------------------------------------------- | ------------- |
|               | 23:51 Ulf Sterner |               | 1:45 Paul Henderson 21:14 Bobby Clarke 49:15 Brad Park 56:34 Wayne Cashman |               |

| 17. září 1972      | Švédsko | 4 – 4           | Kanada |  |
| Švédsko, Stockholm | Švédsko | (0:1, 1:1, 3:2) | Kanada |  |

| Souhrn zápasu | Souhrn zápasu                                                               | Souhrn zápasu | Souhrn zápasu                                                            | Souhrn zápasu |
| ------------- | --------------------------------------------------------------------------- | ------------- | ------------------------------------------------------------------------ | ------------- |
|               | 21:12 Ulf Nilsson 43:16 Tord Lundström 47:09 Hans Hansson 51:16 Hammarström |               | 10:30 Vic Hadfield 29:15 Don Awrey 43:32 Rick Martin 59:13 Phil Esposito | Diváků: 7 500 |

- Sestava Švédska v 1. utkání: Christer Abrahamsson – Carlsson • Stig Östling • Börje Salming • Tommy Abrahamsson • Lars-Erik Sjöberg • Johansson • Wickberg • Tord Lundström • Ulf Sterner • Söderström • Dan Labraaten • Ulf Nilsson • Mats Ahlberg • Palmquist • Inge Hammarström • Anders Hedberg • Yderström • Kjell-rune Milton
- Sestava Švédska v 2. utkání: Larsson – Carlsson • Stig Östling • Börje Salming • Tommy Abrahamsson • Lars-Erik Sjöberg • Sundquist • Johansson • Wickberg • Tord Lundström • Ulf Sterner • Ulf Nilsson • Mats Ahlberg • Palmquist • Inge Hammarström • Anders Hedberg • Yderström • Hans Hansson

## Série zápasů v SSSR
| 22. září 1972 | Sovětský svaz nejlepší hráč: Vladimir Petrov a Alexandr Jakušev | 5 – 4           | Kanada nejlepší hráč: Tony Esposito a Paul Henderson | Palác sportu Lužniki |
| SSSR, Moskva  | Sovětský svaz nejlepší hráč: Vladimir Petrov a Alexandr Jakušev | (0:1, 0:2, 5:1) | Kanada nejlepší hráč: Tony Esposito a Paul Henderson |                      |

| Souhrn zápasu | Souhrn zápasu                                                                                               | Souhrn zápasu | Souhrn zápasu                                                                       | Souhrn zápasu                                                                        |
| ------------- | --- | ------------- | ----------------------------------------------------------------------------------- | ------------------------------------------------------------------------------------ |
|               | 43:34 Jurij Blinov 49:05 Vjačeslav Anisin 49:13 Vladimir Šadrin 51:41 Alexandr Gusev 54:46 Vladimir Vikulov |               | 15:30 Jean-Paul Parise 22:36 Bobby Clarke 31:58 Paul Henderson 44:56 Paul Henderson | Diváků: 15 000 diváků Rozhodčí: Uve Dahlberg (Švédsko), Rudolf Baťa (Československo) |

| 24. září 1972 | Sovětský svaz nejlepší hráč: Vladimir Lutčenko a Alexandr Jakušev | 2 – 3           | Kanada nejlepší hráč: Ken Dryden a Gary Bergman | Palác sportu Lužniki |
| SSSR, Moskva  | Sovětský svaz nejlepší hráč: Vladimir Lutčenko a Alexandr Jakušev | (0:0, 2:3, 0:0) | Kanada nejlepší hráč: Ken Dryden a Gary Bergman |                      |

| Souhrn zápasu | Souhrn zápasu                              | Souhrn zápasu | Souhrn zápasu                                               | Souhrn zápasu                                                              |
| ------------- | ------------------------------------------ | ------------- | ----------------------------------------------------------- | -------------------------------------------------------------------------- |
|               | 21:12 Jurij Ljapkin 37:11 Alexandr Jakušev |               | 25:13 Dennis Hull 26:21 Yvan Cournoyer 26:36 Paul Henderson | Diváků: 15 000 diváků Rozhodčí: Josef Kompalla, Franz Baader (oba Německo) |

| 26. září 1972 | Sovětský svaz nejlepší hráč:Boris Michajlov a Alexandr Jakušev | 3 – 4           | Kanada nejlepší hráč: Phil Esposito a Bill White | Palác sportu Lužniki |
| SSSR, Moskva  | Sovětský svaz nejlepší hráč:Boris Michajlov a Alexandr Jakušev | (2:2, 0:0, 1:2) | Kanada nejlepší hráč: Phil Esposito a Bill White |                      |

| Souhrn zápasu | Souhrn zápasu                                                       | Souhrn zápasu | Souhrn zápasu                                                                 | Souhrn zápasu                                                                        |
| ------------- | ------------------------------------------------------------------- | ------------- | ----------------------------------------------------------------------------- | ------------------------------------------------------------------------------------ |
|               | 10:17 Alexandr Jakušev 16:27 Vladimir Petrov 45:15 Alexandr Jakušev |               | 4:09 Phil Esposito 17:34 Phil Esposito 42:13 Rod Gilbert 57:54 Paul Henderson | Diváků: 15 000 diváků Rozhodčí: Uve Dahlberg (Švédsko), Rudolf Baťa (Československo) |

| 28. září 1972 | Sovětský svaz nejlepší hráč:Vladimir Šadrin a Alexandr Jakušev | 5 – 6           | Kanada nejlepší hráč:Paul Henderson a Brad Park | Palác sportu Lužniki |
| SSSR, Moskva  | Sovětský svaz nejlepší hráč:Vladimir Šadrin a Alexandr Jakušev | (2:2, 3:1, 0:3) | Kanada nejlepší hráč:Paul Henderson a Brad Park |                      |

| Souhrn zápasu | Souhrn zápasu | Souhrn zápasu | Souhrn zápasu | Souhrn zápasu                                                                          |
| ------------- | --- | ------------- | --- | -------------------------------------------------------------------------------------- |
|               | 3:34 Alexandr Jakušev 13:10 Vladimir Lutčenko 20:21 Vladimir Šadrin 31:43 Alexandr Jakušev 36:44 Valerij Vasiljev |               | 6:45 Phil Esposito 16:50 Brad Park 30:32 Bill White 42:27 Phil Esposito 52:56 Yvan Cournoyer 59:26 Paul Henderson | Diváků: 15 000 diváků Rozhodčí: Rudolf Baťa (Československo), Josef Kompalla (Německo) |

### Utkání v Československu
Cestou z Moskvy se kanadské mužstvo zastavilo v Praze, kde sehrálo s domácí reprezentací jedno utkání.
| 30. září 1972         | Československo | 3 – 3           | Kanada | Sportovní hala |
| Československo, Praha | Československo | (0:2, 2:0, 1:1) | Kanada |                |

| Souhrn zápasu | Souhrn zápasu                                                   | Souhrn zápasu | Souhrn zápasu                                              | Souhrn zápasu                                         |
| ------------- | --------------------------------------------------------------- | ------------- | ---------------------------------------------------------- | ----------------------------------------------------- |
|               | 29:02 Bohuslav Šťastný 35:24 Bohuslav Šťastný 42:28 Jiří Kochta |               | 8:19 Serge Savard 13:55 Peter Mahovlich 59:56 Serge Savard | Diváků: 15 000 Rozhodčí: Rudolf Baťa (Československo) |

- Sestava Československa: Jiří Holeček – Oldřich Machač, František Pospíšil, Jiří Bubla, Josef Horešovský, Milan Kužela, Vladimír Bednář – Jan Klapáč, Jaroslav Holík, Jiří Holík, Jiří Kochta, Václav Nedomanský, Josef Paleček, Vladimír Martinec, Richard Farda, Bohuslav Šťastný, Ivan Hlinka, Bedřich Brunclík

## Sestavy a statistiky
V tabulce jsou zahrnuty statistiky pouze z utkání Série století.
| SSSR                 | SSSR | SSSR | SSSR | SSSR | Kanada            | Kanada | Kanada | Kanada | Kanada |
| Brankáři             | Z    | V    | R    | P    | Brankáři          | Z      | V      | R      | P      |
| Vladislav Treťjak    | 8    | 3    | 1    | 4    | Tony Esposito     | 4      | 2      | 1      | 1      |
| Viktor Zinger        | 0    | 0    | 0    | 0    | Ken Dryden        | 4      | 2      | 0      | 2      |
| Alexandr Sidelnikov  | 0    | 0    | 0    | 0    | Ed Johnston       | 0      | 0      | 0      | 0      |
| Alexandr Paškov      | 0    | 0    | 0    | 0    |                   |        |        |        |        |
| Obránci              | Z    | G+P  | KB   | Tr   | Obránci           | Z      | G+P    | KB     | Tr     |
| Jurij Ljapkin        | 6    | 1+5  | 6    | 0    | Brad Park         | 8      | 1+4    | 5      | 2      |
| Vladimir Lutčenko    | 8    | 1+3  | 4    | 0    | Gary Bergman      | 8      | 0+3    | 3      | 13     |
| Valerij Vasiljev     | 8    | 1+2  | 3    | 6    | Bill White        | 7      | 1+1    | 2      | 8      |
| Gennadij Cygankov    | 8    | 0+2  | 2    | 6    | Serge Savard      | 5      | 0+2    | 2      | 0      |
| Alexandr Gusev       | 6    | 1+0  | 1    | 2    | Guy Lapointe      | 7      | 0+1    | 1      | 6      |
| Alexandr Ragulin     | 6    | 0+1  | 1    | 4    | Mike Redmond      | 1      | 0+0    | 0      | 0      |
| Viktor Kuzkin        | 7    | 0+1  | 1    | 8    | Don Awrey         | 2      | 0+0    | 0      | 0      |
| Jurij Šatalov        | 2    | 0+0  | 0    | 0    | Rod Seiling       | 3      | 0+0    | 0      | 0      |
| Jevgenij Paladěv     | 3    | 0+0  | 0    | 0    | Pat Stapleton     | 7      | 0+0    | 0      | 0      |
| Útočníci             | Z    | G+P  | KB   | Tr   | Útočníci          | Z      | G+P    | KB     | Tr     |
| Alexandr Jakušev     | 8    | 7+4  | 11   | 4    | Phil Esposito     | 8      | 7+6    | 13     | 15     |
| Vladimir Šadrin      | 8    | 3+5  | 8    | 0    | Paul Henderson    | 8      | 7+3    | 10     | 4      |
| Valerij Charlamov    | 7    | 3+5  | 8    | 16   | Bobby Clarke      | 8      | 2+4    | 6      | 18     |
| Vladimir Petrov      | 8    | 3+3  | 6    | 10   | Yvan Cournoyer    | 8      | 3+2    | 5      | 2      |
| Boris Michajlov      | 8    | 3+2  | 5    | 9    | Dennis Hull       | 4      | 2+2    | 4      | 4      |
| Alexandr Malcev      | 8    | 0+5  | 5    | 0    | Jean-Paul Parise  | 6      | 2+2    | 4      | 28     |
| Vjačeslav Anisin     | 7    | 1+3  | 4    | 2    | Rod Gilbert       | 6      | 1+3    | 4      | 9      |
| Jevgenij Zimin       | 2    | 2+1  | 3    | 2    | Jean Ratelle      | 6      | 1+3    | 4      | 0      |
| Jurij Blinov         | 5    | 2+1  | 3    | 0    | Ron Ellis         | 8      | 0+3    | 3      | 8      |
| Vladimir Vikulov     | 6    | 2+1  | 3    | 6    | Gilbert Perreault | 2      | 1+1    | 2      | 0      |
| Jurij Lebeděv        | 3    | 1+0  | 1    | 2    | Bill Goldsworthy  | 3      | 1+1    | 2      | 4      |
| Alexandr Bodunov     | 3    | 1+0  | 1    | 0    | Frank Mahovlich   | 6      | 1+1    | 2      | 0      |
| Alexandr Martyňuk    | 1    | 0+0  | 0    | 0    | Peter Mahovlich   | 7      | 1+1    | 2      | 4      |
| Vjačeslav Soloduchin | 1    | 0+0  | 0    | 0    | Wayne Cashman     | 2      | 0+2    | 2      | 14     |
| Vjačeslav Staršinov  | 1    | 0+0  | 0    | 0    | Stan Mikita       | 2      | 0+1    | 1      | 0      |
| Alexandr Volčkov     | 3    | 0+0  | 0    | 0    | Red Berenson      | 2      | 0+1    | 1      | 0      |
| Jevgenij Mišakov     | 6    | 0+0  | 0    | 5    | Vic Hadfield      | 2      | 0+0    | 0      | 0      |
| Trenéři              |      |      |      |      | Trenéři           |        |        |        |        |
| Vsevolod Bobrov      |      |      |      |      | Harry Sinden      |        |        |        |        |
| Boris Kulagin        |      |      |      |      | John Ferguson     |        |        |        |        |

### Význam zkratek
- Z – zápasy
- V – vítězství
- R – remízy
- P – prohry
- G+P – góly + přihrávky
- KB – kanadské body
- Tr – trestné minuty